# Diego Polo el Mayor

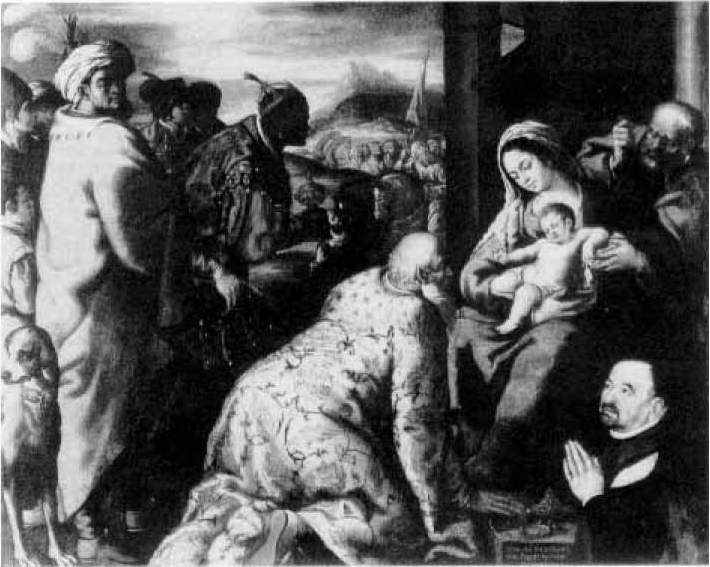
Adoración de los Reyes Magos, 1617, óleo sobre lienzo, iglesia de Jocano (Álava).

Diego Polo «el Mayor» (nacido en el último tercio del siglo XVI-Alcalá de Henares, 22 de agosto de 1622) fue un pintor barroco español.

## Biografía
Miembro de una familia originaria de Becilla de Valderaduey (varios de sus hermanos, hijos de Diego Polo y María Martínez, figuran bautizados en la iglesia de San Miguel Arcángel de la localidad en la década de 1570), fue tío de Diego Polo «el Menor». Antonio Palomino lo calificaba de «buen pintor, y natural de Castilla la Vieja». De Burgos, según Ceán Bermúdez, que lo suponía discípulo de Patricio Cajés en Madrid y le atribuía algunos retratos de reyes godos en el viejo Alcázar junto con dos cuadros conservados en El Escorial, todos ellos atribuidos actualmente al sobrino. Según la información proporcionada por Palomino y recogida por Ceán, habría fallecido en 1600, «en lo más florido de su edad, cuando apenas tenía cuarenta años».
La escasa documentación conservada, sin embargo, lo sitúa en Madrid en las primeras décadas del siglo XVII. En 1607 firmó como testigo en una carta de obligación dada por otro desconocido pintor, de nombre Gaspar García, y en 1617 fechó en Alcalá de Henares la Adoración de los Reyes Magos de la iglesia de Jocano (Álava), firmada «DIDACVS POLVS INVEN/TOR FACIEBAT COM/PLVTI. 1617». Con el retrato naturalista de un donante, identificado con Gaspar de Ochoa, canónigo de la magistral de Alcalá de Henares, el lienzo permite apreciar, en expresión de Diego Angulo y Pérez Sánchez, a un «artista nada despreciable, con elementos venecianos a la manera de los Carduchos». El propio Ceán Bermúdez recogió en su manuscrito de la Historia del Arte de la Pintura que falleció en Alcalá de Henares el 22 de agosto de 1622 y fue sepultado en la iglesia de Santa María.